# Robert Redfield
Robert Redfield (ur. 4 grudnia 1897 w Chicago, zm. 16 października 1958 tamże) – amerykański antropolog kulturowy i etnolingwista.

## Życiorys
Ukończył studia na Uniwersytecie Chicagowskim, był uczniem Faya-Coopera Cole’a oraz Edwarda Sapira. Był członkiem wielu stowarzyszeń m.in. Commission on the Freedom of the Press i American Anthropological Association. W niektórych z nich sprawował ważne funkcje.

### Kariera naukowa
W 1926 roku rozpoczął swoje pierwsze badania terenowe w niewielkiej wiosce Tepoztlan, nazywającej się Morelos, w Meksyku. W 1930 rozpoczął współpracę z Carnegie Institution of Washington i w następnym roku badania na Jukatanie. Jako pierwsza do badań została wybrana społeczność Chan Kom, która była również pierwszą zbadaną społecznością Jukatanu. Wyodrębnił typ idealny wsi, po części również typ idealny miasta, tworząc kontinuum wieś-miasto (właśc. folk-civilization), hipotezę tę oparł na wszystkich dostępnych badaniach na Jukatanie, przeprowadzonych w latach 30. XX wieku. Lata 40. to czas odwrotu Redfielda od wyznaczonego kontinuum, w kierunku badań porównawczych. Odbył w tym czasie podróże do Chin i do Indii, te jednak nie zaowocowały opracowaniami naukowymi, wnioski z nich znane są jedynie dzięki prywatnej korespondencji. W latach 50. skoncentrował się w dużej mierze na pracy wykładowcy na chicagowskim uniwersytecie oraz na kontynuacji badań porównawczych cywilizacji.

## Najważniejsze prace
- Tepoztlan, a Mexican village; a study of folk life (1930)
- The folk culture of Yucatan (1943)
- Magic, science and religion, and other essays (1948) współautorem był Bronisław Malinowski
- A village that chose progress; Chan Kom revisited (1950)
- The primitive world and its transformations (1953)
- The little community; viewpoints for the study of a human whole (1955)
- Peasant society and culture; an anthropological approach to civilization (1956)
- Chan Kom, a Maya village (1960)
- The little community, and Peasant society and culture (1962)
- Papers (1962-63)

## Publikacje po polsku
- Chłopstwo – społeczności cząstkowe [Peasant Society and Culture, 1958, s. 35–41], w: Etnologia. Wybór tekstów, Sokolewicz Zofia (red.), Państwowe Wydawnictwo Naukowe, Warszawa 1969, s. 364–369
- Co jest według chłopa „dobrym życiem”, Roczniki Socjologiczne Wsi t. 19 (1988),